# Rue Sainte-Marie (Liège)
La rue Sainte-Marie est une artère du centre de la ville de Liège (Belgique) située entre le boulevard d'Avroy et la rue Louvrex.

## Toponymie
Le nom de Sainte-Marie a été choisi par le propriétaire vendeur du terrain Victor Terwangne et approuvé par le conseil communal de Liège en 1853.

## Description
Cette rue rectiligne et en très légère montée mesure environ 175 m. Le côté sud de la rue a été exproprié dans les années 1970 pour permettre la création d'une voie rapide de 4 bandes en rapport direct avec la sortie 35 de l'autoroute A602. Cette voie rapide se trouve en contrebas de la rue et passe en partie sous une dalle agrémentée d'une fontaine. Ce côté sud a été reconstruit une quarantaine de mètres plus loin. Il se compose d'immeubles à étages de style contemporain. Cette rue est devenue de facto une place.

## Art et architecture

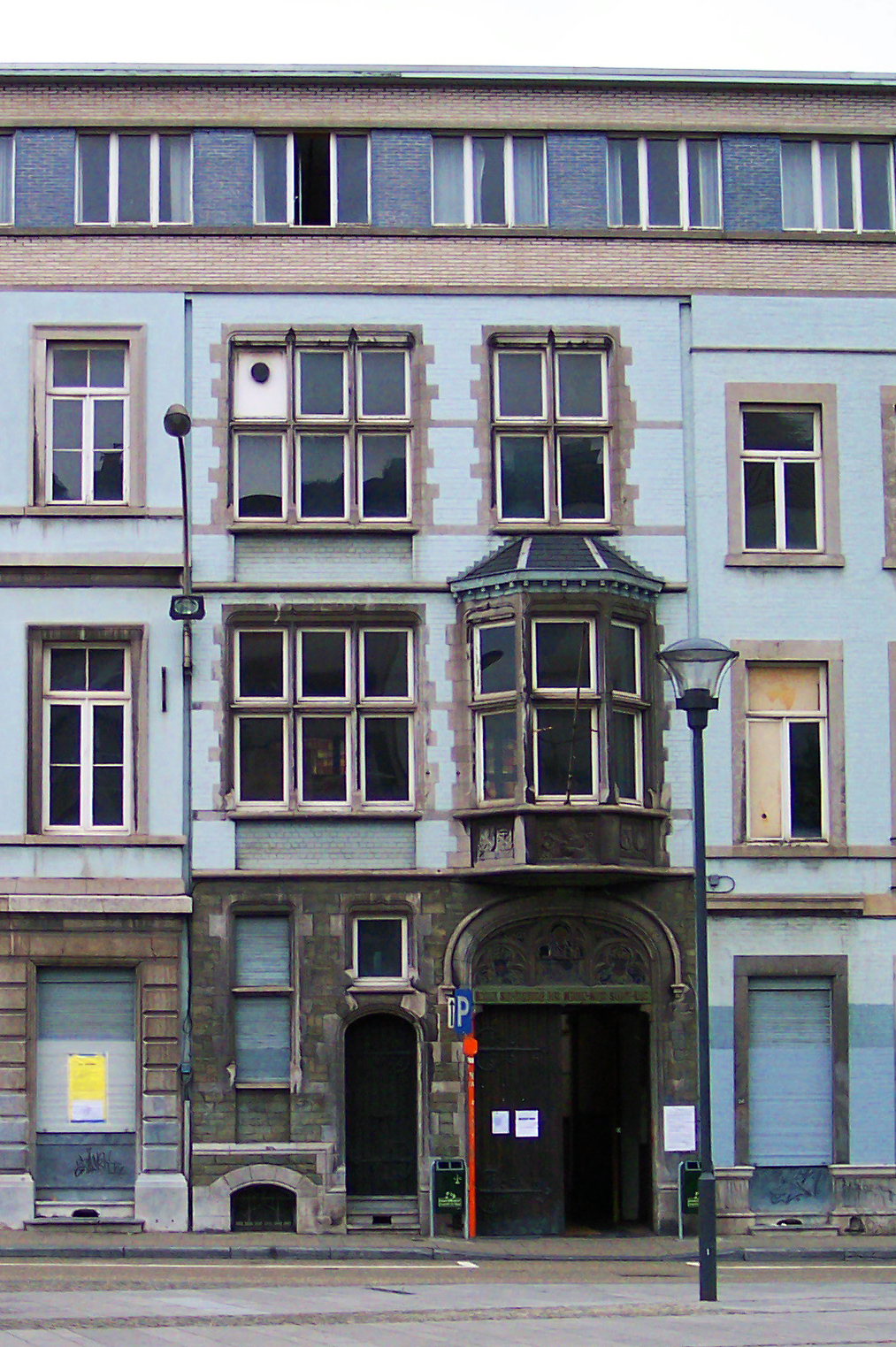
Façade néogothique de Saint-Luc avant sa démolition.

Le côté nord de la rue a conservé quelques immeubles bâtis à la fin du XIXe siècle et pendant le premier tiers du XXe siècle. Parmi ces immeubles, celui situé au no 10 a été réalisé dans le style Art déco par l'architecte Paul Petit en 1932. 
La rue Sainte-Marie est aussi l'ancienne adresse de l'école supérieure des arts Saint-Luc de Liège qui y ouvre ses portes en 1908 au no 26. L'école finit par occuper les bâtiments des numéros 24 à 30 et la section secondaire, l'institut d'enseignement secondaire Saint-Luc Liège, voit le jour. En 2000, l'école supérieure quitte la rue Sainte-Marie pour la caserne Fonck en Outremeuse, laissant là uniquement la section secondaire. En 2005, les quatre bâtiments côté rue sont rasés et seuls les bâtiments de la cour intérieure sont conservés, l'accès à l'école se faisant depuis au 111, rue Louvrex.
Une fresque murale réalisée par Felipe Anton est visible à côté du no 19.

## Voies adjacentes
- Boulevard d'Avroy
- Jardin Jean-Bernard Lejeune
- Rue Louvrex

### Source et bibliographie
- Yannik Delairesse et Michel Elsdorf, Le nouveau livre des rues de Liège, Liège, Noir Dessin Production, 2008, 512 p. (ISBN 978-2-87351-143-2 et 2-87351-143-5, présentation en ligne), page 382